# Barbara Merlin
Barbara Merlin, italijanska alpska smučarka, * 12. januar 1972, Torino, Italija.
Nastopila je na treh olimpijskih igrah, najboljšo uvrstitev je dosegla s šestnajstim mestom trikrat, v superveleslalomu, veleslalomu in kombinaciji. V treh nastopih na svetovnih prvenstvih je najboljšo uvrstitev dosegla leta 1996, ko je bila četrta v superveleslalom, še dvakrat se je uvrstila v deseterico. V svetovnem pokalu je tekmovala devet sezon med letoma 1991 in 2000 ter dosegla dve uvrstitvi na stopničke v smuku. V skupnem seštevku svetovnega pokala je bila najvišje na sedemnajstem mestu leta 1995, ko je bila tudi šesta v smukaškem seštevku, leta 1996 pa je bila osma v kombinacijskem seštevku.
Tudi njena sestra Alessandra Merlin je bila alpska smučarka.